# Дементьєв Костянтин Георгійович
Дементьєв Костянтин Григорович (1864-1916) - професор, завідувач лабораторії мінеральних речовин та технології будівельних матеріалів Київського політехнічного інституту (1903-1907), директор Київського політехнічного інституту (1908-1911), секретар та декан інженерного відділення (1905).

## Біографія
Дементьєв Костянтин Григорович у 1899 р. закінчив Санкт-Петербурзький технологічний інститут. У 1902 р. був запрошений викладати на кафедрі технології будівельних матеріалів Київського політехнічного інституту. Читав технологію будівельних матеріалів для студентів інженерного відділення та технологію мінеральних речовин – для студентів хімічного, був завідувачем лабораторії з названих технологій. У 1906 р. захистив дисертацію та був затверджений у званні ад'юнкту інституту хімічної технології та технології будівельних матеріалів, призначений екстраординарним професором кафедри технології будівельних матеріалів. У 1907 р. став ординарним професором. 31 травня 1908 р. відповідно до рішення Ради інституту Дементьєва Костянтина Григоровича було обрано директором Київського політехнічного інституту строком на три роки.
У 1911 р. переведений професором вищого складу в Олексіївський Донський (Новочеркаський) політехнічний інститут.
Нагороджений орденом Святого Станіслава ІІІ ступеня (1897) та Святого Володимира (1911).
Автор багатьох наукових праць та підручників з технології будівельних матеріалів, серед яких: «Фабрично-хімічний контроль основних виробництв мінеральної хімії» (1897), «Скорочений курс технології мінеральних речовин» (1904), «Початковий курс хімії» (1907), «Теплота та заводські печі. Курс лекцій» (1911), «Технологія будівельних матеріалів» (1912).

## Кар'єра
Дементьєв Костянтин Григорович був у 1903-1907 рр. завідувачем лабораторії мінеральних речовин та технології будівельних матеріалів Київського політехнічного інституту, а з 1908 р. по 1911 р. директором Київського політехнічного інституту, у 1905 р. став секретарем та деканом інженерного відділення. Засновник та головний редактор журналу «Вісник технології хімічних та будівельних матеріалів» (1910).